# Tellina angulosa
Tellina angulosa är en musselart som beskrevs av Gmelin 1791. Tellina angulosa ingår i släktet Tellina och familjen Tellinidae. Inga underarter finns listade i Catalogue of Life.